# آدرکرک ان‌در ایسل
آدرکرک ان‌در ایسل (به هلندی: Ouderkerk aan den IJssel) یک منطقهٔ مسکونی در هلند است که در کریمپنروارد واقع شده‌است. آدرکرک ان‌در ایسل ۱۸٫۱۴ کیلومتر مربع مساحت و ۵٬۷۰۰ نفر جمعیت دارد.